# لل هیلدیتچ
جرج کلارنس "لل" هیلدیتچ (به انگلیسی: George Clarence "Lal" Hilditch) (زاده ۲ ژوئن ۱۹۸۴ - ۳۱ اکتبر ۱۹۷۷) بازیکن فوتبال انگلیسی و یکی از مربیان منچستر یونایتد بود.